# Vermand
Vermand település Franciaországban, Aisne megyében. Lakosainak száma 1102 fő (2022. január 1.). Vermand Attilly, Caulaincourt, Holnon, Maissemy, Vendelles, Bernes és Pœuilly községekkel határos.

## Népesség
A település népessége az elmúlt években az alábbi módon változott:
| Lakosok száma | 1135 | 1163 | 1118 | 1044 | 1076 | 1079 | 1092 | 1100 | 1101 | 1102 |
|               | 1968 | 1982 | 1990 | 2006 | 2013 | 2015 | 2017 | 2019 | 2020 | 2022 |